# S1-es busz (Budapest)
A budapesti S1-es (gyors S1-es) jelzésű autóbusz Csepel, Tanácsház tér és a Csepeli strandfürdő között közlekedett 1982 nyarán. A vonalat a Budapesti Közlekedési Vállalat üzemeltette.

## Története
1963. június 9-étől S1-es jelzésű strandjárat közlekedett a Szabadság strandfürdőtől a Béke térig. A járat körforgalomban járta be Angyalföldet, a fürdőtől a Népfürdő utca–Róbert Károly körút–Lehel utca–Szegedi út–Reitter Ferenc utca–Róbert Károly körút–Népfürdő utca útvonalon. A járatot 1963. szeptember 1-jén megszüntették.
1982. május 29-én kísérleti jelleggel strandjáratokat indított a BKV, S1-es jelzéssel Csepel, Tanácsház tér és a Csepeli strandfürdő, S2-es jelzéssel Kőbánya-Kispest, MÁV-állomás és a Csepeli strandfürdő, S3-as jelzéssel Újpalota, Felszabadulás útja és a Szabadság strandfürdő, illetve S4-es jelzéssel a Batthyány tér és Pünkösdfürdő között. 1982. szeptember 5-én jártak utoljára. A következő évben már nem indították el egyiket sem, kihasználatlanság miatt. A járatokon a bérlet nem volt érvényes, az S1-es buszra 1,5, a többire 3 forintért külön jegyet kellett váltani. Csak szombaton és vasárnap közlekedtek.

## Útvonala
| Csepeli strandfürdő felé | Csepel, Tanácsház tér felé |
| --- | --- |
| Csepel, Tanácsház tér vá. – Tanácsház utca – Kossuth Lajos utca – Koltói Anna utca – Táncsics Mihály utca – Széchenyi utca – Késmárki utca – Határ utca – Hollandi út – Csepeli strandfürdő vá. | Csepeli strandfürdő vá. – Hollandi út – Határ utca – Késmárki utca – Széchenyi utca – Táncsics Mihály utca – Tanácsház utca – Csepel, Tanácsház tér vá. |

## Megállóhelyei
| 0 | Csepel, Tanácsház tér végállomás | 5 | Csepeli gyorsvasút 38, 38B, 48, 51, 52, 59, 59A, 71, 148, 159 |
| 1 | Koltói Anna utca                 | 4 | 38, 38B, 48, 51, 52, 59, 59A, 71, 148, 159, S2                |
| 2 | Karácsony Sándor utca            | 3 | 38, 38B, 48, 51, 52, 59, 59A, 71, 148, 159                    |
| 3 | Áruház tér                       | 2 | 38, 38B, 48, 51, 52, 59, 59A, 71, 148, 159                    |
| 4 | Kikötő utca                      | 1 | 71                                                            |
| 5 | Csepeli strandfürdő végállomás   | 0 | 71, S2                                                        |